# Cláudia Abreu
Cláudia Abreu (Rio de Janeiro, 12 de outubro de 1970) é uma atriz, produtora e roteirista brasileira. Uma das atrizes mais consagradas do país, iniciou sua carreira nos palcos do Tablado e ganhou notoriedade na televisão e no cinema. Abreu é ganhadora de vários prêmios, incluindo dois Prêmios APCA e dois Prêmios Qualidade Brasil, além de ter sido indicada a dois Grandes Otelo, quatro Prêmios Guarani e dois Troféus Imprensa.
Abreu fez sua estreia profissional na peça infantil O Despertar da Primavera (1986) no papel de Wendla Bergman. Após isso, passou a ser recorrente no elenco de diversas peças teatrais, integrando companhias teatrais e recebendo elogios da critica, em especial por suas atuações em Orlando (1989), Um Certo Hamlet (1991), Noite de Reis (1997), As Três Irmãs (1999), Pluft, o Fantasminha (2003), PI - Panorâmica Insana (2018) e Virgínia (2022), pela qual recebeu três indicações ao Prêmio Cenym.
Na televisão, sua estreia ocorreu em 1986 em uma participação na série Tele Tema, da TV Globo. Em telenovelas, Cláudia Abreu teve personagens importantes em Hipertensão (1986), O Outro (1987), Fera Radical (1988), Que Rei Sou Eu? (1989), Barriga de Aluguel (1990), Pátria Minha (1994), Força de um Desejo (1999), Celebridade (2003), pela qual foi indicada ao Troféu Imprensa, Belíssima (2005), Cheias de Charme (2012), pela qual novamente foi indicada ao Troféu Imprensa, Geração Brasil (2014) e A Lei do Amor (2016). Também obteve aclamação em séries e minisséries, como Anos Rebeldes (1992), pela qual venceu um Prêmio APCA, A Comédia da Vida Privada (1995), O Quinto dos Infernos (2002), Valentins (2017), Desalma (2020) e Sutura (2024).
No cinema, fez seu primeiro trabalho em Tieta do Agreste (1996), pelo qual foi indicada ao Prêmio Guarani. No entanto, recebeu maior aclamação nos dramas O Que É Isso, Companheiro? (1997), indicado ao Óscar, e Guerra de Canudos (1997). Abreu é reconhecida pela versatilidade, tendo atuado nos mais diversos gêneros, com destaque em Ed Mort (1997), O Caminho das Nuvens (2003), Os Desafinados (2008), Berenice Procura (2018), O Silêncio da Chuva (2021) e Tempos de Barbárie – Ato I: Terapia da Vingança (2023).

## Biografia

### Primeiros anos e formação
Cláudia Abreu nasceu em 12 de outubro de 1970. Ela é filha de uma advogada e de um funcionário aposentado do Instituto Brasileiro do Café. Desde cedo, ela foi introduzida ao mundo do teatro por um tio que atuava em peças infantis no Teatro O Tablado. Aos 10 anos, começou a frequentar aulas de teatro no mesmo local onde também fazia curso de inglês e aprendia vôlei, e foi ali que se encantou pela atmosfera do Tablado. Cláudia formou-se em Filosofia pela Pontifícia Universidade Católica (PUC) em 2009, no Rio de Janeiro.

## Carreira

### 1986—89: Início e escalada nas telenovelas
Depois de entrar para um grupo de teatro infantil em 1986, Cláudia começou a ensaiar a peça O Despertar da Primavera. Antes da estreia da peça, fez um teste na TV Globo e conseguiu uma participação especial na série Tele Tema, no episódio "A Principal Causa do Divórcio". Seu talento chamou a atenção e, antes mesmo de sua estreia na televisão ir ao ar, foi convidada para a novela Hipertensão, de Ivani Ribeiro, onde interpretou "Luzia". No enredo, a personagem é filha de "Odete" (Lupe Gigliotti) e irmã de "Viriato" (Bruno Rocha), trabalha na fazenda Santa Lúcia e tem afeto pelos patrões. Ela se envolve com "Raimundo" (Taumaturgo Ferreira), o que desagrada sua família, e é misteriosamente assassinada durante a trama. Ainda em 1986, também atua como "Sapoti" no espetáculo Quem Matou o Rei?.
Após a morte de sua personagem em Hipertensão, Cláudia foi rapidamente escalada para atuar na novela O Outro, de Aguinaldo Silva, exibida no horário das oito da TV Globo. Curiosamente, sua personagem anterior ainda aparecia na trama por meio de flashbacks, fazendo com que Cláudia estivesse em duas novelas ao mesmo tempo. Em O Outro, interpreta "Maria José", filha do protagonista "Denizard" (Francisco Cuoco), que é extremamente apegada ao pai e não gosta da possibilidade de vê-lo casado novamente, por isso implica com o namoro do pai com "Índia do Brasil" (Yoná Magalhães). Em 1988, foi convidada para apresentar o programa musical Globo de Ouro, substituindo a atriz Isabela Garcia, que acabara de dar à luz.
Também em 1988, Cláudia atuou na novela Fera Radical como "Ana Paula", filha de "Olívia" (Denise Del Vecchio) e "Jorge" (Rodrigo Santiago). Ela é a única da família interessada em Agronomia e estuda em Rio Novo. Embora seja amiga dos jovens da cidade, não se envolve romanticamente com nenhum. "Ana Paula", na verdade, nutre um amor platônico por seu tio "Fernando" (José Mayer), que ainda a vê como uma menina. No ano seguinte, em 1989, co-protagonizou o grande sucesso Que Rei Sou Eu?, em que incorporou a princesa "Juliette", que dançava lambada e até aparecia de minissaia em pleno século XVIII, mostrando ao público seu lado cômico. Sua personagem é filha de "Petrus II" (Gianfrancesco Guarnieri) e "Valentine" (Tereza Rachel), e apesar de seus pais serem diferentes, ela é uma criatura doce e de bom caráter. É meiga, mas demonstra firmeza ao perceber as manobras da Corte. Não se contenta com a vida reclusa no palácio e se sensibiliza com as injustiças contra os mais humildes. Em 1989 ainda, foi dirigida por Bia Lessa no espetáculo Orlando, onde interpretou vários personagens ao lado de Fernanda Torres, Júlia Lemmertz, Dany Roland e Otávio Müller.

### 1990—99: Amadurecimento da carreira e protagonistas
Em 1990, foi escalada para sua primeira protagonista e viveu uma das personagens mais marcantes de sua carreira, a dançarina "Clara", da novela Barriga de Aluguel, de Glória Perez. Na trama, ela aceita alugar seu útero para gerar o filho de outra mulher, "Ana" (Cássia Kis), levantando a discussão que dividiu o país sobre quem deveria ficar com a criança, a mãe biológica ou a mãe de aluguel. Sua personagem é ingênua, mas se considera muito esperta. Apesar de suas mentiras e enganações, ela representa pureza e uma aura lúdica. Em 1991, dedicou-se ao teatro atuando em dois espetáculos de sucesso. Interpretou Hamlet na peça Um Certo Hamlet, dirigida por Antônio Abujamra, ao lado de nomes como Vera Holtz e Suzana Faini. Em dezembro, esteve em um auto de Natal, O Boi e o Burro no Caminho de Belém, onde interpreta Maria, a mãe de Jesus.

"Foi um trabalho marcante e uma grande coincidência com o momento político do Brasil, em função do impeachment do presidente Fernando Collor. As pessoas identificavam o tema que a minissérie abordava com o momento político no Brasil. Cheguei a ser considerada musa dos caras-pintadas. Ligavam da União Nacional dos Estudantes para a minha casa e me convidavam para ir a palanques e passeatas".

— Abreu sobre a repercussão de Anos Rebeldes em depoimento para o Memória Globo.
Em 1992, integrou o elenco da minissérie Anos Rebeldes, de Gilberto Braga, como a jovem militante "Heloísa", que, de mocinha mimada e rica, entra para a luta armada e combate o golpe militar de 1964. A atuação na série foi um marco na carreira de Cláudia, marcando um amadurecimento de seus personagens, e lhe rendeu o prêmio de melhor atriz pela Associação Paulista dos Críticos de Arte. Após o sucesso na minissérie, ela foi promovida a protagonista no horário nobre e convidada para interpretar "Alice" em Pátria Minha, em mais uma colaboração com Gilberto Braga. Na trama, "Alice" é uma adolescente que tem um ótimo relacionamento com sua mãe, "Natália" (Renata Sorrah). Ela se torna adversária de "Raul" (Tarcísio Meira) depois de presenciar um acidente causado pelo empresário e perceber sua postura evasiva. A partir desse incidente, ela se torna uma pedra no sapato de Raul, e seus valores entram em confronto frequentemente.
Em seguida, à procura de diversificar sua carreira após oito anos participando de novelas quase anualmente, iniciou seu primeiro período sabático, a partir de 1995, limitando-se a participações pontuais e bissextas nas séries A Vida como Ela é... e A Comédia da Vida Privada. Durante esse intervalo na televisão, pôde se dedicar ao cinema. Em 1996, fez sua estreia na sétima arte com o filme Tieta do Agreste, atuando ao lado de Sônia Braga e grande elenco, e recebeu sua primeira indicação da crítica ao Prêmio Guarani. No filme, interpreta "Leonora Cantarelli", suposta enteada de "Tieta" (Braga) que a acompanha em sua viagem de volta à sua cidade natal no interior do Pernambuco após ser expulsa. O ano de 1997, é particularmente prolífico em sua carreira. Neste ano, chega aos cinemas o filme O Que É Isso, Companheiro?, produção indicada ao Óscar de Melhor Filme Estrangeiro. No filme, ela interpreta a guerrilheira "Renée", integrante dos grupos guerrilheiros de esquerda MR-8 e Ação Libertadora Nacional, que lutavam contra o regime militar instaurado no país em 1964, e que está envolvida no sequestro do embaixador dos Estados Unidos no Brasil.
Ainda em 1997, protagoniza o drama histórico Guerra de Canudos, que lhe rendeu a indicação de Melhor Atriz no Prêmio Guarani de Cinema. Dirigida por Sérgio Rezende, ela interpreta "Luíza", uma jovem que se recusa a seguir sua família na peregrinação liderada por Antônio Conselheiro, fugindo e tornando-se prostituta, vivendo assim de forma independente. Na trama, ela se casa com um soldado e se torna uma figura importante na luta da Guerra de Canudos. No mesmo ano, atua na comédia Ed Mort, ao lado de Paulo Betti, como "Cibele", uma apresentadora cruel de programas infantis. A performance de Cláudia foi descrita pela crítica como o ponto alto do filme, e ela recebeu os prêmios de Melhor Atriz Coadjuvante no Brazilian Film Festival of Miami e Prêmio APCA. Nessa época, e paralelamente ao cinema, voltou aos palcos, atuando em Noite de Reis, comédia romântica de Shakespeare, como "Viola", uma náufraga. Em 1998, volta à televisão com participações especiais nas séries Mulher e Labirinto.
Em 1999, seu retorno às grandes produções da televisão vem no papel da escrava branca "Olívia", em Força de um Desejo. Na trama, ela é uma jovem encantadora e simpática, uma escrava branca de um vilarejo próximo que chega disfarçada à Vila de Sant'Anna, fugindo da polícia. Torna-se amiga de "Ester" (Malu Mader) e chama a atenção de "Higino Ventura" (Paulo Betti), que fica obcecado por ela. No entanto, ela rejeita "Higino" e se apaixona pelo jovem médico "Mariano Xavier" (Marcelo Serrado). Neste ano, estrela com Maria Padilha e Júlia Lemmertz uma montagem da peça As Três Irmãs, drama de Anton Tchecov. Na peça, ela interpreta "Irina", a caçula das irmãs, e chama atenção da crítica, que considera que a atriz estava amadurecendo em sua carreira e conduziu bem as angústias da jovem "Irina" na perda de suas ilusões.

### 2000—08: Prosseguimento da carreira e vilã "Laura" emCelebridade
Em 2001, apareceu no cinema como a baronesa viúva "Maria Luísa" em uma participação no filme O Xangô de Baker Street, dirigido por Miguel Faria Jr., baseado no livro homônimo de Jô Soares, que lhe rendeu uma indicação da Academia ao Grande Otelo de Melhor Atriz Coadjuvante. Neste ano, nasceu sua primeira filha, Maria, e ela entrou em mais um período sabático na carreira, reduzindo suas atuações. Ainda em 2001, atuou no episódio "Trair é Normal" da série Os Normais, como "Ana", uma mulher insatisfeita em seu casamento, e também no episódio "O Diabo Ri Por Último" de Brava Gente, na TV Globo. Em 2002, fez uma participação na minissérie O Quinto dos Infernos, como a imperatriz "Amélia de Leuchtenberg", segunda esposa do imperador brasileiro Dom Pedro I. Importantes, nessa fase, são as filmagens do filme O Homem do Ano (2003). O filme, emblemático para o casal, pois foi dirigido por seu marido, teve roteiro premiado de Rubem Fonseca, sogro de Cláudia. Também filmou O Caminho das Nuvens (2003), um road movie brasileiro sobre uma família de nordestinos que, de bicicleta, atravessa toda a distância até o Rio de Janeiro, em busca de uma vida melhor.
Em 2003, retornou à televisão em Celebridade, na pele da pérfida "Laura Prudente da Costa", arqui-inimiga da mocinha "Maria Clara Diniz" (Malu Mader), por quem é fascinada. Na trama, ela é uma mulher pobre e humilde, mas convincente e sedutora. Normalmente doce e suave, consegue envolver tanto homens quanto mulheres em um clima de sensualidade inocente, mas pode ser agressiva quando necessário. "Renato Mendes" (Fábio Assunção) é obcecado por ela e arma planos para atraí-la. Ela é amante de "Marcos" (Márcio Garcia), com quem forma uma dupla de vilões. Primeira vilã na carreira da atriz, "Laura", a despeito de suas vilanias, foi um sucesso de público, que lhe valeu dois Prêmios Qualidade Brasil de melhor atriz; o humor ácido, pontuado pelo tempo seguro de Cláudia, tornaram a personagem popular e querida. Também nesse ano, como homenagem ao seu início no Tablado, produziu e estrelou a peça clássica de Maria Clara Machado, Pluft, o Fantasminha.

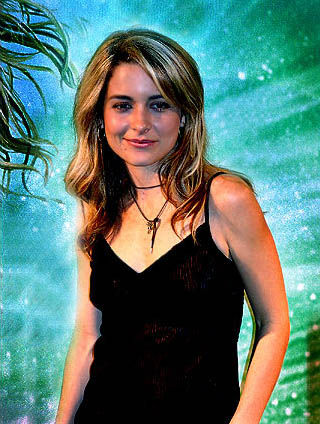
Cláudia em 2005.

Em 2004, estrela a série Sitcom.br, exibida como quadro do Fantástico, interpretando diversos personagens. Em 2005, retorna as grandes produções da TV Globo protagonistas da novela Belíssima, de Sílvio de Abreu. Na trama, interpreta "Vitória", ex-menina de rua, que se casa com o milionário "Pedro Assumpção" (Henri Castelli) e vai viver com ele na Grécia, com quem gerencia um restaurante, enfrentando grande oposição por parte da avó megera do rapaz, "Bia Falcão" (Fernanda Montenegro). Antes de Pedro, sua única família era seu irmão "Tadeu" (Thiago Martins), com quem vivia nas ruas vendendo doces. Alegre e batalhadora, seu maior orgulho é a família que formou com "Pedro". Após a morte de Pedro e os conflitos com "Bia Falcão", ela volta ao Brasil. No final, descobre-se que ela é a filha abandonada por "Bia" e "Murat" (Lima Duarte). Em 2007, pela primeira vez desde o início de sua parceria com Gilberto Braga, em 1992, na minissérie Anos Rebeldes, apareceu ao lado do autor em O Tablado e Maria Clara Machado, documentário sobre a dramaturga e o teatro criado por ela. 
Em 2007, também, esteve no episódio "Piloto" da série Dicas de um Sedutor, estrelada por Luís Fernando Guimarães. Com um ritmo mais suave, o cinema voltou a ser opção na sua vida. Cláudia aceitou o convite para substituir a atriz francesa Clara Bellar, no papel de "Glória", na produção de Os Desafinados, entre 2006 e 2008, e começou a filmar, no Rio de Janeiro e em Nova Iorque, ao lado de Rodrigo Santoro, Ângelo Paes Leme e outros. A história marca a trajetória de um grupo de cinco músicos nos tumultuados anos sessenta e setenta, sua luta pelo sucesso e seus dramas pessoais. O filme, só lançado em 2008, rendeu-lhe alguns prêmios de melhor atriz e mais uma indicação da Academia ao Grande Otelo de Melhor Atriz. Em 2008, protagoniza, com Giovanna Antonelli e Carolina Dieckmann, a novela Três Irmãs, escrita por Antônio Calmon, que trazia as três atrizes nos papéis de irmãs muito diferentes. Na trama, sua personagem é "Dora", a mais velha das filhas de "Virgínia" (Ana Rosa), uma viúva fútil, mas de bem com a vida.

### 2012—19: "Chayene" emCheias de Charmee demais trabalhos
Após um novo hiato em sua carreira, consequência de três maternidades seguidas, Cláudia retomou seus trabalhos em 2012 vivendo um dos grandes momentos de sua carreira ao interpretar a cantora de eletroforró "Chayene", a grande vilã cômica na novela Cheias de Charme, de Filipe Miguez e Izabel de Oliveira. Para interpretar a personagem, a atriz fez aulas de canto para dispensar dublagem, além de se organizar para cuidar dos filhos, pois interrompeu a licença-maternidade. Em entrevistas, Cláudia conta que ainda não queria voltar à televisão para se dedicar aos filhos, mas aceitou a personagem por ser diferente de tudo que já tinha feito em sua carreira. A personagem, assim como a novela, fez muito sucesso e tornou-se uma das mais populares e elogiadas de sua carreira, levando-a a ser indicada a vários prêmios, incluindo Troféu Imprensa, Melhores do Ano e Prêmio Extra de Televisão como Melhor Atriz.
Em 2013, fez uma participação na série O Dentista Mascarado, estrelada por Marcelo Adnet e Taís Araújo, interpretando "Leona", uma famosa atriz de TV. Em 2014, devido ao sucesso de Cheias de Charme, foi convidada para ser a protagonista de Geração Brasil, repetindo parceria com os autores Filipe Miguez e Izabel de Oliveira, que reunia grande parte do elenco da obra anterior. Na trama, ela interpreta a atriz norte-americana "Pamela Parker", que é casada com o empresário brasileiro "Jonas" (Murilo Benício). Ela é filha de "Jack" (Miele) e mãe de "Megan" (Isabelle Drummond) e, ao vir morar no Brasil com seu marido, revive um romance secreto de seu passado com um brasileiro. Neste ano, também volta aos cinemas na comédia romântica Rio, Eu Te Amo, filme que faz parte da franquia Cities of Love, reunindo dez segmentos, onde ela protagoniza um dos curtas que compõe o longa. Também em 2014, voltou a montar a peça Pluft, o Fantasminha no teatro, depois de doze anos de sua homenagem ao teatro de Maria Clara Machado, que precisou ser interrompida para que ela pudesse se dedicar as gravações de Celebridade.
Em 2016, interpreta a protagonista da novela A Lei do Amor, "Helô", fazendo par romântico com "Pedro", papel de Reynaldo Gianecchini e dividindo a personagem com Isabelle Drummond, que a interpreta na fase jovem. Na trama, a personagem é filha de "Jorge" (Daniel Ribeiro) e "Cândida" (Denise Fraga), que cresceu em uma família humilde e enfrentou desafios desde jovem, aprendendo a não se deixar subjugar. Ao conhecer "Pedro", inicialmente se questionou sobre o interesse dele por ela, mas aos poucos se entregou ao amor. Após se desiludir com "Pedro", casou-se com o rico executivo "Tião Bezerra" (José Mayer) por conveniência. Vinte anos depois, com dois filhos, "Helô" sofisticou-se mas manteve sua essência sensível e direta. Sentindo inicialmente carinho e gratidão por "Tião", descobre sua verdadeira natureza vingativa. Reencontra "Pedro", reaviva a paixão e enfrenta obstáculos para ficar com ele, tendo um filho juntos.
Em 2017, trabalhou na criação, roteiro e produção da série infantil Valentins, do Gloob. A série acompanha a família Valetim, composta por quatro filhos, o pai "Artur" (Guilherme Weber), um renomado químico e inventor, e mãe "Alice", uma alquimista e confeiteira, personagem interpretada por Cláudia. A série permaneceu no ar por duas temporadas, sendo que ela fez participações na primeira temporada e participou do elenco recorrente na segunda temporada. Ainda em 2017, participou da série Cidade Proibida, no episódio "Caso Lídia". No episódio, interpreta "Lídia", ex-namorada do investigador de casos extraconjugais "Zózimo" (Vladimir Brichta), que se reencontram em umas dessas "averiguações". Também em 2017, Abreu voltou aos cinemas com participação no filme de suspense O Rastro, dirigido por J. C. Feyer, atuando ao lado de Rafael Cardoso, Leandra Leal e Felipe Camargo. No filme, interpreta "Olívia Coutinho", que trabalha em um hospital prestes a ser desativado.
Em 2018, protagonizou o drama Berenice Procura, filme de Allan Fiterman adaptado do livro de Luiz Alfredo Garcia-Roza. Cláudia dá vida a taxista "Berenice", que dedica-se integralmente ao trabalho e mal tem tempo para passar com o filho, além de viver um casamento desgastado com "Domingos" (Eduardo Moscovis), um repórter policial. Ela vive um vazio existencial marcado pelos rompantes violentos do marido, mas o assassinato de "Isabelle" (Valentina Sampaio), uma cantora transgênera na praia de Copacabana, acende seu lado investigativo e transforma sua vida. No mesmo ano, protagoniza com Luiz Henrique Nogueira, Rodrigo Pandolfo e Leandra Leal o espetáculo PI - Panorâmica Insana, onde os quatro interpretam vários personagens em um cenário composto por um amontoado de roupas sob o palco, uma composição caótica que convida o espectador a refletir sobre a atitude da humanidade, com tom irônico, poético e realista. Em abril de 2019, fez uma participação especial na novela Verão 90 reprisando sua personagem "Chayene".

### 2020—presente: Primeiro monólogo, trabalhos recentes e retorno às novelas
Em 2020, foi escalada para atuar na primeira temporada da série de terror Desalma, do Globoplay, dando vida a "Ignes Skavronski", uma mulher traumatizada por uma tragédia que envolvia sua família. Protagonizada por Cláudia, Maria Ribeiro e Cássia Kis, a trama da série se inicia com o desaparecimento de "Halyna" em 1988, durante a celebração de "Ivana-Kupala" em Brígida, uma cidade fictícia fundada por imigrantes ucranianos. Após o incidente, a festa é proibida na cidade. Trinta anos depois, ao retomar a tradição, eventos misteriosos ocorrem novamente. Três mulheres enfrentam transformações e perdas significativas, algumas irreparáveis. A série foi renovada para uma segunda temporada, que foi lançada em abril de 2022 também no Globoplay. Também em 2022, estrela o primeiro monólogo de sua carreira, Virgínia, onde a atriz se aprofunda na história da inglesa Virgínia Woolf, começando pelo trágico afogamento que ela optou como fim de sua vida.
Em 2021, atua no filme de suspense O Silêncio da Chuva, dirigido por Daniel Filho, onde interpreta a desing de moda "Bia", papel que lhe rendeu novamente uma indicação da Academia ao Grande Otelo de Melhor Atriz Coadjuvante. No filme, ela é a esposa de "Ricardo" (Guilherme Fontes), cujo assassinato misterioso é responsável por movimentar a trama com a investigação do detive "Espinosa" (Lázaro Ramos) e a policial "Daia" (Thalita Carauta). Em 2023, estrelou mais um suspense no cinema, Tempos de Barbárie – Ato I: Terapia da Vingança, como a advogada "Carla". Sua personagem passa por um momento traumático quando a filha é baleada em um assalto e fica em estado grave. Transtornada, ela busca ajuda em grupos de apoio e com a falta de soluções por parte da polícia e sem aceitar o destino da filha, transforma sua busca por justiça em vingança, tornando-se uma justiceira.
Em 2024, com o rompimento do contrato com a TV Globo, foi escolhida para protagonizar a série Sutura, da Amazon Prime Video, cujo enredo é baseado em um thriller médico. Na trama, ela interpreta "Dra. Mancini", uma cirurgiã de elite atormentada por tremores nas mãos, mas que quer voltar a operar. Junto com um estudante de medicina da periferia, que não pode fazer residência por conta de dívidas contraídas ao longo da graduação, passam a atuar como médicos do crime, dando início a uma perigosa vida dupla onde escapar pode se provar impossível.
Voltou às novelas em 2025, após sete anos longe do gênero, na trama das 19h Dona de Mim, escrita por Rosane Svartman. Sua personagem, "Filipa", uma mulher solitária e frustrada na carreira nas artes, é casada com "Abel" (Tony Ramos) e tenta corrigir com a filha deste, a pequena "Sofia" (Elis Cabral) os erros que cometeu na criação de sua primogênita, "Nina" (Flora Camolese).

## Vida pessoal
Entre 1997 e 2022, Cláudia Abreu foi casada com o cineasta José Henrique Fonseca, com quem tem quatro filhos, Maria (2001), Felipa (2007), José Joaquim (2010) e Pedro Henrique (2011). Além de José Henrique Fonseca, também manteve relacionamentos com os atores Guilherme Fontes e Fábio Assunção, ambos na década de 90.

## Teatro
| Ano        | Título                              | Personagem           | Nota                   |
| ---------- | ----------------------------------- | -------------------- | ---------------------- |
| 1986       | O Despertar da Primavera            | Wendla Bergman       |                        |
| 1986       | Quem Matou o Leão?                  | Sapoti               |                        |
| 1989       | Orlando                             | Vários personagens   |                        |
| 1990       | Ela Odeia Mel                       |                      |                        |
| 1991       | O Boi e o Burro no Caminho de Belém | Maria                |                        |
| 1991       | Um Certo Hamlet                     | Hamlet               |                        |
| 1994       | Viagem ao Centro da Terra           |                      |                        |
| 1997       | Noite de Reis                       | Viola                |                        |
| 1999       | As Três Irmãs                       | Irina                |                        |
| 2003, 2014 | Pluft, o Fantasminha                | Pluft, o Fantasminha |                        |
| 2018–19    | PI - Panorâmica Insana              | Várias personagens   |                        |
| 2022–23    | Virginia                            | Virginia Woolf       | Também como dramaturga |

## Filmografia

### Televisão
| Ano       | Título                    | Personagem                         | Notas                                     |
| --------- | ------------------------- | ---------------------------------- | ----------------------------------------- |
| 1986      | Tele Tema                 | Filha                              | Episódio: "A Principal Causa do Divórcio" |
| 1986      | Hipertensão               | Luzia                              |                                           |
| 1987      | O Outro                   | Maria José de Mattos (Zezinha)     |                                           |
| 1988      | Globo de Ouro             | Apresentadora                      |                                           |
| 1988      | Fera Radical              | Ana Paula Flores                   |                                           |
| 1989      | Que Rei Sou Eu?           | Princesa Juliette de Avillan       |                                           |
| 1990      | Barriga de Aluguel        | Clara Ribeiro                      |                                           |
| 1992      | Anos Rebeldes             | Heloísa Andrade Brito              |                                           |
| 1993      | Caso Especial             | Laudelina Galoso                   | Episódio: "O Mambembe"                    |
| 1994      | Pátria Minha              | Alice Proença Pelegrini Laport     |                                           |
| 1995      | A Comédia da Vida Privada | Edna                               | Episódio: "Casados X Solteiros"           |
| 1995      | A Comédia da Vida Privada | Diana                              | Episódio: "Sexo na Cabeça"                |
| 1996      | A Comédia da Vida Privada | Clarisse                           | Episódio: "A Próxima Atração"             |
| 1996      | A Vida como Ela é...      | Várias personagens                 |                                           |
| 1998      | Mulher                    | Deficiente visual                  | Episódio: "Olhos Maternos"                |
| 1998      | Labirinto                 | Liliane                            |                                           |
| 1999      | Força de um Desejo        | Olívia Xavier                      |                                           |
| 2001      | Os Normais                | Ana                                | Episódio: "Trair é Normal"                |
| 2001      | Brava Gente               | Mulher de Zé                       | Episódio: "O Diabo Ri Por Último"         |
| 2002      | O Quinto dos Infernos     | Amélia de Leuchtenberg             |                                           |
| 2003      | Celebridade               | Laura Prudente da Costa            |                                           |
| 2004      | Sitcom.br                 | Várias personagens                 |                                           |
| 2005      | Belíssima                 | Vitória Rocha Assumpção            |                                           |
| 2007      | Dicas de um Sedutor       | Adriana                            | Episódio: "Piloto"                        |
| 2008      | Três Irmãs                | Dora Jequitibá Áquila              |                                           |
| 2012      | Cheias de Charme          | Jociléia Imbuzeiro Migon (Chayene) |                                           |
| 2013      | O Dentista Mascarado      | Leona Marchettini                  | Episódio: "31 de maio"                    |
| 2014      | Geração Brasil            | Pamela Parker-Marra                |                                           |
| 2016      | A Lei do Amor             | Heloísa Martins (Helô)             |                                           |
| 2017–18   | Valentins                 | Alice Valentim                     | Também criação, roteiro e produção        |
| 2017      | Cidade Proibida           | Lídia                              | Episódio: "Caso Lídia"                    |
| 2019      | As Vilãs que Amamos       | Ela mesma                          | Episódio: "4"                             |
| 2019      | Verão 90                  | Jociléia Imbuzeiro Migon (Chayene) | Episódio: "30 de abril"                   |
| 2020–2022 | Desalma                   | Ignes Skavronski Burko             |                                           |
| 2024      | Sutura                    | Dra. Adriana Mancini               |                                           |
| 2025      | Dona de Mim               | Filipa Campelo Boaz                |                                           |

### Cinema
| Ano  | Título                                          | Personagem                       | Nota         |
| ---- | ----------------------------------------------- | -------------------------------- | ------------ |
| 1996 | Tieta do Agreste                                | Leonora Cantarelli               |              |
| 1997 | O Que É Isso, Companheiro?                      | Renée                            |              |
| 1997 | Guerra de Canudos                               | Luiza                            |              |
| 1997 | Ed Mort                                         | Cibele                           |              |
| 2001 | O Xangô de Baker Street                         | Baronesa Maria Luiza             |              |
| 2003 | O Homem do Ano                                  | Cledir                           |              |
| 2003 | O Caminho das Nuvens                            | Rose                             |              |
| 2007 | O Tablado de Maria Clara Machado                | Ela mesma                        | Documentário |
| 2008 | Os Desafinados                                  | Glória                           |              |
| 2011 | Todo Mundo Tem Problemas Sexuais                | Ela                              |              |
| 2014 | Rio, Eu Te Amo                                  | Felícia                          |              |
| 2017 | O Rastro                                        | Olivia Coutinho                  |              |
| 2018 | Berenice Procura                                | Berenice                         |              |
| 2021 | O Silêncio da Chuva                             | Bia Torres Vasconcellos Carvalho |              |
| 2023 | Tempos de Barbárie – Ato I: Terapia da Vingança | Carla                            |              |

### Vídeos musicais
| Ano  | Artista        | Música            |
| ---- | -------------- | ----------------- |
| 1997 | Paulinho Moska | "A Seta e o Alvo" |
| 2003 | Lulu Santos    | "Já É"            |

## Discografia

### Trilha sonora
Em novembro de 2012, foi lançado o DVD Os Grandes Sucessos Musicais da Novela Cheias De Charme, contendo canções gravadas pelas protagonistas, além de participações do elenco da novela e cantores convidados.  Além de participar do DVD, Cláudia gravou no programa Roberto Carlos Especial, exibido em 25 de dezembro de 2012, onde cantou junto a outras atrizes e ao próprio Roberto.
| Ano  | Canção | Álbum                                                        |
| ---- | --- | ------------------------------------------------------------ |
| 2012 | "Voa, Voa, Brabuleta" | DVD: Os Grandes Sucessos Musicais da Novela Cheias De Charme |
| 2012 | "Só Me Vejo Contigo" (com Ricardo Tozzi)                                                                                   | DVD: Os Grandes Sucessos Musicais da Novela Cheias De Charme |
| 2012 | "Vida de Patroete" | DVD: Os Grandes Sucessos Musicais da Novela Cheias De Charme |
| 2012 | "Se Você Me Der" (com Ricardo Tozzi)                                                                                       | DVD: Os Grandes Sucessos Musicais da Novela Cheias De Charme |
| 2012 | "Chora, Me Liga" (com Ricardo Tozzi)                                                                                       | DVD: Os Grandes Sucessos Musicais da Novela Cheias De Charme |
| 2012 | "Humilde Residência" (com Michel Teló)                                                                                     | DVD: Os Grandes Sucessos Musicais da Novela Cheias De Charme |
| 2012 | "Ex Mai Love" (com Taís Araújo, Leandra Leal, Isabelle Drummond e Ricardo Tozzi)                                           | DVD: Os Grandes Sucessos Musicais da Novela Cheias De Charme |
| 2012 | "É Meu, É Meu, É Meu (The Mine Song)" (com Taís Araújo, Leandra Leal, Isabelle Drummond, Titina Medeiros e Roberto Carlos) | Criança Esperança 2012                                       |

## Prêmios e indicações
| Ano  | Associações                                             | Categoria                                   | Nomeações                                       | Resultado | Ref.                    |
| ---- | ------------------------------------------------------- | ------------------------------------------- | ----------------------------------------------- | --------- | ----------------------- |
| 1992 | Prêmio APCA de Televisão                                | Melhor Atriz — Televisão                    | Anos Rebeldes                                   | Venceu    |                         |
| 1992 | Prêmio TV Press                                         | Melhor Atriz                                | Anos Rebeldes                                   | Venceu    | [ 86 ]                  |
| 1997 | Prêmio Guarani de Cinema Brasileiro                     | Melhor Atriz Coadjuvante                    | Tieta do Agreste                                | Indicada  | [ 20 ]                  |
| 1997 | Festival de Cinema de Salvador                          | Melhor Atriz Coadjuvante                    | Ed Mort                                         | Venceu    | [ 87 ]                  |
| 1997 | Brazilian Film Festival of Miami                        | Melhor Atriz Coadjuvante                    | Ed Mort                                         | Venceu    | [ 88 ]                  |
| 1997 | Prêmio APCA de Cinema                                   | Melhor Atriz Coadjuvante — Cinema           | Ed Mort                                         | Venceu    | [ 89 ]                  |
| 1998 | Prêmio Sharp de Teatro                                  | Melhor Atriz                                | Noite de Reis                                   | Indicada  | [ 90 ]                  |
| 1998 | Prêmio Estação Botafogo                                 | Homenagem Especial (Conjunto da Obra)       | —                                               | Venceu    | [ 91 ]                  |
| 1998 | Prêmio Guarani de Cinema Brasileiro                     | Melhor Atriz                                | Guerra de Canudos                               | Indicado  | [ 92 ]                  |
| 1998 | Prêmio Guarani de Cinema Brasileiro                     | Melhor Atriz Coadjuvante                    | O Que É Isso, Companheiro                       | Indicado  | [ 92 ]                  |
| 1999 | Prêmio TV Press                                         | Melhor Atriz                                | Força de um Desejo                              | Venceu    | [ 93 ]                  |
| 2001 | Grande Prêmio do Cinema Brasileiro                      | Melhor Atriz Coadjuvante                    | O Xangô de Baker Street                         | Indicada  |                         |
| 2003 | Prêmio Maria Clara Machado de Teatro Infantil           | Melhor Atriz                                | Pluft, o Fantasminha                            | Venceu    | [ 94 ]                  |
| 2003 | Melhores do UOL e PopTevê                               | Melhor Atriz                                | Celebridade                                     | Indicada  | [ 95 ]                  |
| 2003 | Prêmio Guarani de Cinema Brasileiro                     | Melhor Atriz                                | O Caminho das Nuvens                            | Indicada  | [ 93 ]                  |
| 2004 | Prêmio ACIE de Cinema                                   | Melhor Atriz                                | O Caminho das Nuvens                            | Indicada  | [ 96 ]                  |
| 2004 | Prêmio Contigo! de TV                                   | Melhor Atriz                                | Celebridade                                     | Venceu    | [ 97 ]                  |
| 2004 | Melhores do Ano                                         | Melhor Atriz                                | Celebridade                                     | Indicada  |                         |
| 2004 | Prêmio Extra de Televisão                               | Melhor Atriz                                | Celebridade                                     | Indicada  |                         |
| 2004 | Meus Prêmios Nick                                       | Melhor Vilã                                 | Celebridade                                     | Venceu    |                         |
| 2004 | Prêmio Qualidade Brasil - RJ                            | Televisão: Melhor Atriz                     | Celebridade                                     | Venceu    | [ 18 ]                  |
| 2004 | Prêmio Qualidade Brasil - SP                            | Televisão: Melhor Atriz                     | Celebridade                                     | Venceu    | [ 98 ]                  |
| 2004 | Troféu Leão Lobo                                        | Melhor Atriz                                | Celebridade                                     | Venceu    | [ 99 ]                  |
| 2005 | Troféu Imprensa                                         | Melhor Atriz                                | Celebridade                                     | Indicada  |                         |
| 2005 | Troféu Internet                                         | Melhor Atriz                                | Celebridade                                     | Indicada  |                         |
| 2006 | Prêmio Contigo! de TV                                   | Melhor Atriz                                | Belíssima                                       | Indicada  | [ 100 ]                 |
| 2008 | Centro Brasileiro de Teatro para a Infância e Juventude | Homenagem (Contribuição ao Teatro Infantil) | —                                               | Venceu    | [ 101 ]                 |
| 2008 | Prêmio Quem de Cinema                                   | Melhor Atriz de Cinema                      | Os Desafinados                                  | Venceu    |                         |
| 2008 | Festival de Paulínia                                    | Melhor Atriz                                | Os Desafinados                                  | Venceu    | [ 102 ]                 |
| 2008 | Prêmio Qualidade Brasil                                 | Cinema: Melhor Atriz                        | Os Desafinados                                  | Indicado  | [ 103 ]                 |
| 2009 | Prêmio Contigo! de Cinema Nacional                      | Melhor Atriz Coadjuvante                    | Os Desafinados                                  | Indicado  |                         |
| 2009 | Los Angeles Brazilian Film Festival                     | Melhor Atriz                                | Os Desafinados                                  | Venceu    | [ 104 ]                 |
| 2009 | Grande Prêmio do Cinema Brasileiro                      | Melhor Atriz                                | Os Desafinados                                  | Indicada  | [ 105 ]                 |
| 2009 | Prêmio Contigo! de TV                                   | Melhor Atriz de Novela                      | Três Irmãs                                      | Indicada  | [ 106 ]                 |
| 2012 | Prêmio Extra de Televisão                               | Melhor Atriz                                | Cheias de Charme                                | Indicada  | [ 107 ]                 |
| 2012 | Melhores do Ano                                         | Melhor Atriz                                | Cheias de Charme                                | Indicada  | [ 108 ]                 |
| 2012 | Prêmio Quem de Televisão                                | Melhor Atriz de Televisão                   | Cheias de Charme                                | Indicada  | [ 109 ] [ 110 ]         |
| 2012 | Melhores do UOL e PopTevê                               | Melhor Atriz                                | Cheias de Charme                                | Indicada  | [ 111 ]                 |
| 2012 | Melhores do Ano NaTelinha                               | Melhor Atriz                                | Cheias de Charme                                | Indicada  | [ 112 ]                 |
| 2013 | Troféu Imprensa                                         | Melhor Atriz                                | Cheias de Charme                                | Indicada  | [ 113 ]                 |
| 2013 | Troféu Internet                                         | Melhor Atriz                                | Cheias de Charme                                | Indicada  |                         |
| 2013 | Brazilian International Press Awards                    | Artes e Cultura do Brasil                   | —                                               | Venceu    | [ 114 ]                 |
| 2014 | Prêmio Zilka Sallaberry de Teatro Infantil              | Melhor Atriz                                | Pluft, o Fantasminha                            | Venceu    | [ 115 ]                 |
| 2014 | Melhores do Ano                                         | Melhor Atriz de Novela                      | Geração Brasil                                  | Venceu    | [ 116 ] [ 117 ] [ 118 ] |
| 2014 | Prêmio Quem de Televisão                                | Melhor Atriz de Televisão                   | Geração Brasil                                  | Venceu    | [ 119 ] [ 120 ]         |
| 2015 | Prêmio Contigo! de TV                                   | Melhor Atriz de Novela                      | Geração Brasil                                  | Indicada  | [ 121 ] [ 122 ]         |
| 2016 | Prêmio Quem de Televisão                                | Melhor Atriz de Televisão                   | A Lei do Amor                                   | Indicada  |                         |
| 2017 | Meus Prêmios Nick                                       | Programa de TV Favorito                     | Valentins                                       | Indicada  | [ 123 ]                 |
| 2018 | Prêmio ABRA de Roteiro                                  | Melhor Roteiro (Série Infanto-Juvenil)      | Valentins                                       | Indicada  | [ 124 ]                 |
| 2018 | Kidscreen Awards                                        | Best Non-Animated or Mixed Series           | Valentins                                       | Indicada  | [ 125 ]                 |
| 2018 | Prêmio Aplauso Brasil de Teatro                         | Melhor Elenco                               | PI - Panorâmica Insana                          | Indicada  |                         |
| 2020 | Prêmio The Brazilian Critic                             | Melhor Atriz Coadjuvante em Série de Drama  | Desalma                                         | Indicada  | [ 126 ]                 |
| 2020 | Melhores do Ano NaTelinha                               | Melhor Atriz                                | Desalma                                         | Indicada  | [ 127 ]                 |
| 2021 | Séries em Cena Awards                                   | Melhor Atriz em Série de Suspense           | Desalma                                         | Indicada  | [ 128 ]                 |
| 2022 | Festival Sesc Melhores Filmes                           | Melhor Atriz Nacional                       | O Silêncio da Chuva                             | Indicada  | [ 129 ]                 |
| 2022 | Grande Prêmio do Cinema Brasileiro                      | Melhor Atriz Coadjuvante                    | O Silêncio da Chuva                             | Indicada  | [ 130 ]                 |
| 2022 | Prêmio Cenym de Teatro                                  | Melhor Atriz                                | Virginia                                        | Indicado  | [ 131 ]                 |
| 2022 | Prêmio Cenym de Teatro                                  | Melhor Monólogo                             | Virginia                                        | Indicado  | [ 131 ]                 |
| 2022 | Prêmio Cenym de Teatro                                  | Melhor Texto Original                       | Virginia                                        | Indicado  | [ 131 ]                 |
| 2023 | Veja Rio - Cariocas do Ano                              | Teatro                                      | Virginia                                        | Venceu    | [ 132 ]                 |
| 2024 | Festival Sesc Melhores Filmes                           | Melhor Atriz Nacional                       | Tempos de Barbárie - Ato I: Terapia da Vingança | Indicada  | [ 133 ]                 |